# Brumley
Brumley é uma cidade  localizada no estado americano de Missouri, no Condado de Miller.

## Demografia
Segundo o censo americano de 2000, a sua população era de 102 habitantes. 
Em 2006, foi estimada uma população de 109, um aumento de 7 (6.9%).

## Geografia
De acordo com o United States Census Bureau tem uma área de 
1,3 km², dos quais 1,3 km² cobertos por terra e 0,0 km² cobertos por água. Brumley localiza-se a aproximadamente 308 m acima do nível do mar.

## Localidades na vizinhança
O diagrama seguinte representa as localidades num raio de 20 km ao redor de Brumley. 